# Снайпер: Идеальное убийство
«Снайпер: Идеальное убийство» (англ. Sniper: Ultimate Kill, он же «Снайпер 7» или «Снайпер: Безупречное убийство») — американский боевик 2017 года режиссёра Клаудио Фаха с Чадом Майклом Коллинзом, Билли Зейном и Томом Беренджером в главных ролях. Этот фильм является седьмой частью серии фильмов «Снайпер» и продолжением фильма «Снайпер: Призрачный стрелок» (2016).
Он был выпущен прямо на видео 3 октября 2017 года и получил смешанные отзывы зрителей.

## Сюжет
Колумбийский наркобарон Хесус Моралес нанимает опытного снайпера, известного как «Эль Диабло», чтобы уничтожить всех своих врагов, что позволяет ему получить больший контроль над маршрутами контрабанды наркотиков в Соединённые Штаты. Кейт Эстрада, агент Управления по борьбе с наркотиками, была отправлена в Колумбию вместе с старшим сержантом Брэндоном Беккетом, чтобы остановить «Эль Диабло» и экстрадировать Моралеса.

## В ролях
- Чад Майкл Коллинз — старший сержант Брэндон Беккет
- Билли Зейн — майор Ричард Миллер
- Том Беренджер — старший сержант Том Беккет
- Джо Ландо — специальный агент Джон Сэмсон
- Данай Гарсия — Кейт Эстрада
- Майк Штрауб — Мэнс
- Хайме Корреа — отец Гарсия
- Луис Альфредо Веласко — капитан Гарса
- Андрес Фелипе Калеро — Эль Дьябло
- Хуан Себастьян Калеро — Хесус Моралес
- Диана Ойос — Мария Рамос